# Зайцеобразные
Зайцеобра́зные (лат. Lagomorpha) — отряд плацентарных млекопитающих. К отряду относят зайцев, кроликов и пищух.

## Общие сведения
Зайцеобразные — животные небольшого размера, с коротким хвостом, либо он отсутствует вовсе. Их зубы имеют некоторое сходство с зубами грызунов.
От грызунов зайцеобразные принципиально отличаются тем, что в верхней челюсти у них не одна, а две пары резцов. Вторая пара резцов у зайцеобразных развита слабее и располагается позади основной пары; вершины их далеко не доходят до вершин основных (передних) резцов. Кроме того, костное нёбо у зайцеобразных устроено очень своеобразно. Оно имеет вид узкого поперечного мостика между левым и правым рядом коренных зубов. В отличие от зайцеобразных, у грызунов костное нёбо представляет сплошную площадку, доходящую впереди до резцов. Есть существенные отличия в организации желудка. У зайцеобразных он состоит из двух отделов, в одном из которых происходит бактериальное брожение пищи, в другом, ближнем к выходу кишки, пища переваривается пепсином. Основное сходство зайцеобразных и грызунов состоит в том, что у них отсутствуют клыки, а резцы и коренные зубы отделены широким, лишенным зубов пространством — диастемой. Зубы у зайцеобразных лишены закрытых корней и постоянно растут, что связано с быстрым снашиванием их коронок.
Все зайцеобразные — наземные животные, не способные ни хорошо лазать, ни плавать. Они населяют леса, степи и пустыни, тундру высокогорья. Некоторые из них предпочитают обширные открытые пространства, другие живут среди густых зарослей и каменных россыпей. Некоторые специальных убежищ не делают и держатся одиночно, другие роют норы и поселяются небольшими колониями. Зайцеобразные распространены почти во всех частях света. Раньше их не было в южной части Южной Америки, на Мадагаскаре, островах Юго-Восточной Азии и в Австралии. Однако благодаря человеческому вмешательству сегодня они в наличии везде, а в Австралии, в связи с их невстроенностью в пищевую цепь, распространение кроликов приобрело характер национального бедствия: от изобилия корма и отсутствия естественных врагов они заполонили весь континент.

## Эволюционная история
В традиционной классификации зайцеобразных, к которым, кроме общеизвестных зайцев и кроликов, относят ещё и пищух, включали в отряд грызунов в качестве подотряда. В 1912 г. Дж. У. Гидли учёл многие специфические черты организации и истории зайцеобразных и предложил выделить их в самостоятельный отряд, некоторое сходство которого с грызунами имеет только внешний (конвергентный) характер. Он полагал, что филогенетически зайцеобразные близки к примитивным копытным третичного времени.
В настоящее время зайцеобразные рассматриваются как отряд, хотя и близкий генетически и морфологически к грызунам в рамках клады Glires, но представляющий самостоятельную эволюционную ветвь. До недавнего времени предком зайцеобразных считался Eurymylus, обитавший в восточной Азии в позднем палеоцене и раннем эоцене. В 2006 году исследования костных остатков показали, что, скорее всего, зайцеобразные происходят от вымершего надсемейства Anagaloidea, также известного как «мимотониды», в то время как Eurymylus был близким родственником грызунов, хотя и не их предком, а боковой ветвью эволюции.
Первые зайцеобразные появились в позднем эоцене и быстро распространились в северном полушарии; у них проявилась тенденция к удлинению задних лап и развитию характерной современной скачковой манеры передвижения. Пищухи появились позднее, в позднем олигоцене, в восточной Азии.

## Питание
Питаются зайцы и кролики малокалорийной пищей, которая обычно не привлекает грызунов, — главным образом корой, молодыми ветками, листьями, а также травой. Рацион пищух аналогичен, но в нём есть также ягоды, папоротники, лишайники. Интересна склонность зайцеобразных к копрофагии — поеданию собственных экскрементов для того, чтобы получить белки, синтезированные особым расщепляющим клетчатку бактериальным комплексом, сконцентрированным у них в слепой кишке.

## Размножение
Размножаются зайцеобразные быстро, в год бывает от одного до четырёх выводков численностью в 5—10 детенышей в каждом. Виды, устраивающие постоянные убежища (норы и тому подобное) — например, кролики, размножаются по «птенцовому» варианту: детеныши у них рождаются совершенно беспомощные, голые и слепые, лишь через пару недель начинают походить на взрослых. Зайцы же, несмотря на высокую плодовитость, несомненно являются «выводковыми» — детеныши рождаются покрытыми шерстью, зрячие, через несколько часов могут свободно бегать. У пищух плодовитость низкая, в году у пищухи всего 1—2 выводка по 3—6 детенышей. Молодые первого помёта начинают самостоятельную жизнь в возрасте 20 дней; поселяются они в пределах семейного участка. Сами к размножению приступают только весной следующего года, в возрасте 7—11 месяцев.

## Защита от врагов
У зайцеобразных очень много естественных врагов, поэтому им нужно хорошо защищаться. Для этого у них есть масса приспособлений, и одно из главных — это их большие уши: уши служат локаторами, точно фиксируя, откуда исходит подозрительный шум. Большое значение имеет расположение глаз: зверек, не поворачивая головы, видит не только перед собой, но и по сторонам и даже чуть-чуть сзади. Но этого недостаточно зайцам, чтобы спасти себе жизнь, и поэтому их задние лапы прекрасно приспособлены для быстрого бега: самые быстроногие зайцы развивают скорость до 80 километров в час. Быстрота бега — несомненное приспособление к защите от хищников, так как добывание пищи не требует быстрых перемещений. Ну а если все же кто-то сможет догнать зайца, то на этот случай шкурка у них непрочная и слабо прикреплена к телу, поэтому часто клочья шкуры остаются в зубах хищника, как хвост ящерицы. Некоторые особенности своей организации зайцы используют как будто и не по назначению, но тем не менее очень удачно. Так, у зайцев слабо развиты кожные железы, чтобы хищникам было сложнее учуять зайца. Но у этого есть минус: они не могут нормально потеть и легко перегреваются. И опять на помощь приходят уши: они пронизаны густой сетью кровеносных сосудов, и текущая по ним кровь быстро остывает. Из-за этого, в частности, живых зайцев и кроликов нельзя брать за уши, так как это действие причиняет животному сильную боль. Первые в довесок обладают сильными задними лапами и длинными когтями, благодаря которым способны нанести человеку серьёзные ранения.

## Классификация
В отличие от ранних классификаций зайцеобразные не рассматриваются более как часть грызунов. Отряд зайцеобразных разделён на два семейства, в каждом из которых выделяют около 30 видов:
- Зайцевые (Leporidae). Населяют практически все части света.
- Пищуховые (Ochotonidae). Населяют Поволжье, Среднюю и Центральную Азию, Сибирь и запад Северной Америки.

### Внешняя классификация
|                 | Тупайи (Scandentia)                                                             |
|                 |                                                                                 |
| Приматоморфы    | \| \| Шерстокрылы (Dermoptera) \| \| \| \| \| \| Приматы (Primates) \| \| \| \| |
| (Primatomorpha) | \| \| Шерстокрылы (Dermoptera) \| \| \| \| \| \| Приматы (Primates) \| \| \| \| |
|                 | Шерстокрылы (Dermoptera)                                                        |
|                 |                                                                                 |
|                 | Приматы (Primates)                                                              |
|                 |                                                                                 |

|  | Шерстокрылы (Dermoptera) |
|  |                          |
|  | Приматы (Primates)       |
|  |                          |

|  | Зайцеобразные (Lagomorpha) |
|  |                            |
|  | Грызуны (Rodentia)         |
|  |                            |

|                 | Тупайи (Scandentia)                                                             |
|                 |                                                                                 |
| Приматоморфы    | \| \| Шерстокрылы (Dermoptera) \| \| \| \| \| \| Приматы (Primates) \| \| \| \| |
| (Primatomorpha) | \| \| Шерстокрылы (Dermoptera) \| \| \| \| \| \| Приматы (Primates) \| \| \| \| |
|                 | Шерстокрылы (Dermoptera)                                                        |
|                 |                                                                                 |
|                 | Приматы (Primates)                                                              |
|                 |                                                                                 |

|  | Шерстокрылы (Dermoptera) |
|  |                          |
|  | Приматы (Primates)       |
|  |                          |

|  | Зайцеобразные (Lagomorpha) |
|  |                            |
|  | Грызуны (Rodentia)         |
|  |                            |